# Силвер Крик (Небраска)
Силвер Крик (енгл. Silver Creek) град је у америчкој савезној држави Небраска.

## Демографија
По попису из 2010. године број становника је 362, што је 79 (-17,9%) становника мање него 2000. године.
| Група             | 2000.       | 2010.       |
| Белци             | 438 (99,3%) | 348 (96,1%) |
| Афроамериканци    | 1 (0,2%)    | 0 (0,0%)    |
| Азијати           | 0 (0,0%)    | 0 (0,0%)    |
| Хиспаноамериканци | 1 (0,2%)    | 13 (3,6%)   |
| Укупно            | 441         | 362         |